# Gustave Sandras
Pour les articles homonymes, voir Sandras.

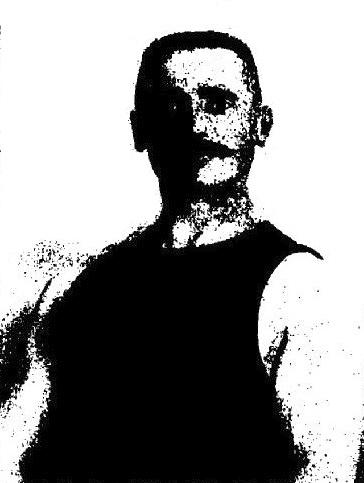
Gustave Sandras en 1900.

Gustave Sandras, né le 24 février 1872 à Croix (Nord) et mort le 21 juin 1951 à Flers-lez-Lille à 79 ans, est un gymnaste français licencié à La Patriote de Croix (près de Roubaix).

## Biographie
Il commence la gymnastique en 1889 à l'âge de 19 ans, déjà à la Société La Patriote de Croix.
En 1890, il obtient sa première récompense, à Tourcoing. en 1892, il se rend au concours de Genève, avec la délégation du Nord et du Pas-de-Calais. En 1896, il est Champion du Nord, lors du concours de Lille. En 1897, il participe au concours fédéral de Roubaix (14e).
De 1895 à 1900, cet expert aux agrès, réputé pour sa force, sa science et sa souplesse, force l'admiration. Il est ouvrier d'usine de profession. En 1900 déjà, le club de La Patriote de Croix est récompensé du Prix Carnot, plus haute récompense du concours fédéral.
Sandras remporte le titre olympique du concours général aux Jeux olympiques de 1900 de Paris, devant 260 concurrents au vélodrome de Vincennes. Le concours général, qui se tint les 29 et 30 juillet, était la seule compétition de gymnastique artistique inscrite au programme de ces Jeux. 16 épreuves (une épreuve imposée, et une épreuve libre à huit agrès) forment ce Concours général donnant 20 points maximum chacune, soit un total maximum de 320 points par athlète. Sandras (Prix d'Honneur et "Champion du monde") obtient 302 points devant ses compatriotes Noël Bas (de Brive), 295 points, et Lucien Démanet (d'Hautmont), 293 points (voir la Gymnastique aux Jeux olympiques d'été de 1900). Sandras (blond, plutôt petit, de 28 ans ½) et Bass (de Brive) reçoivent chacun un bronze d'art Atalante du sculpteur Sauls, d'une valeur de 1 800 francs de l'époque, ainsi que la médaille d'or de 500 francs, sans préjudice de leurs couronnes
Une réception enthousiaste accueillit son retour à Croix Son succès  déchaina l'enthousiasme de la population Croisienne Il reçut un accueil "extraordinaire et grandiose"  La foule  chantant un refrain de circonstance : "Vive le p'tit Sandras,ma mère! " Vive le p'tit Sandras !  "Il n'est pas grand ,mais il a d' bons bras !  "Vive le p'tit Sandras !. En 1931,Inauguration du  terrain de football de Croix , fut nommé "Stade Gustave-Sandras", alors qu'il présidait désormais aux destinées de La Patriote.
Il est considéré comme l'un des précurseurs de la gymnastique artistique moderne.
En 1924 pour les Jeux Olympiques de Paris, Sandras était membre du jury pour les épreuves de gymnastique lors du succès d'Albert Séguin. 
Avec Albert Séguin (1924) et Émilie Le Pennec (2004), il est l'un des trois français champions olympiques de gymnastique.

## Palmarès

### Jeux olympiques
- Jeux olympiques de 1900
  -  Médaille d'or du concours général.

### Championnats de France
- Champion de France du concours général en 1901 (à égalité avec Joseph Martinez).

## Sources
- Bernard Le Roy, Dictionnaire encyclopédique des sports, des sportifs et des performances, Paris, Denoël, 1973, p. 500 (certaines sources plus récentes — le Quid, par exemple — datent le décès de Gustave Sandras en 1951).
- Rapport officiel des JO de 1900
- (en) Profil olympique de Gustave Sandras sur sports-reference.com (archivé)